# مطاريد
المطاريد  في مصر هم رجال مسلحون مُعتدون، هاربون من أحكام قضائية إلى مناطق صحرواية أو جبلية وعرة أو جزر، يعيشون بها عيشةً ضنكاً بعيدين من قبضة السلطة، يرى بعض المؤرخين أن نشأتهم كانت منذ عهود الثورات على المماليك والعثمانيين، ثم نشطت أعمالهم في التسعينات، وازداد منذئذٍ الاهتمام الإعلامي والأدبي والفني بهم، استعملتهم الدولة لمحاربة الجماعات الدينية المسلحة، يبدأ مسار المطاريد بأفعال إجرامية تتبعها أحكام قضائية، يفر بسببها المطاريد، ويتبرأ منهم أهاليهم، فليجئون إلى أماكن لا تنالها أيدي السلطة، وتزداد بعدئذٍ جرائمهم، كالخطف وطلب الفدية، والقتل وقطع الطرق، والسطو، وتجارة السلاح والمخدرات وزراعتها، في حين يقول بعضهم إنهم أبرياء مما يُنسب إليهم، وأن الحكم عليهم كان ظلماً أو اشتباهاً. يتعامل المطاريد فيما بينهم وفقاً للعُرف القَبَلي.

## المطاريد في المسلسلات
ما زال أهل مناطق الصعيد الجبلية والزراعية النائية يسخطون من الصورة التي يرونها مشوهة، تعرض فيها مناطق الصعيد كأنها مرتع ومأوى للمطاريد، ويقولون إن هذه المناطق فيها تنمية اجتماعية واقتصادية، وليست كما تعرضها المسلسلات، كمسلسل ذئاب الجبل الذي عرض رعب الأهالي من صعود الجبل خوفاً من المطاريد، ومثله مسلسل الضوء الشارد، الذي عرض الجبل مسكناً وملجأ للإرهابيين، ثم أتى مسلسل حدائق الشيطان، ليظهر فيه الصعيد مرتعاً لزراعة المخدرات والمتاجرة بها، أما مسلسل الرحايا فقد اختلف في عرضه أحوال الصعيد، إذ أظهر جانباً مخفياً، يعتقد أهل الصعيد أنه يطابق أحوالهم الواقعية، لكنه كرر الصورة النمطية، للاعتقاد بأن جبال الصعيد هي مأوى المطاريد.

## مطاريد سيناء
في بعض نواحي سيناء، مطاريد يقال لهم "متجنيين"، أي أصحاب القضايا الجنائية، وهؤلاء أيضاً هاربون من أحكام قضائية، ويعملون في مجال التهريب، وبعضهم يرى نفسه بريئاً من الأحكام، لأنه لا يُهرّب إلا الطعام والسلاح إلى فلسطين، وهذا برأيهم جهاد لا يستحقون عليه العقوبة.